# 金車公司
金車股份有限公司（英語：King Car Industrial Co., Ltd，簡稱：金車，英語：King Car）是一間台灣的飲料和食品公司，在1979年由李添財成立，是金車關係事業的核心公司，子品牌產品包括伯朗咖啡、波爾系列飲料和食品、金車麥根沙士、健酪乳酸飲料等。1990年代，金車曾經生產漢寶系列速食麵，原先已完全撤出速食麵市場，保留高頓粥系列，但自2023年9月起，漢寶速食麵重新回歸。此外，金車也與日本大塚製藥合作成立金車大塚，在台灣代理寶礦力水得（POCARI SWEAT）運動飲料。

## 歷史

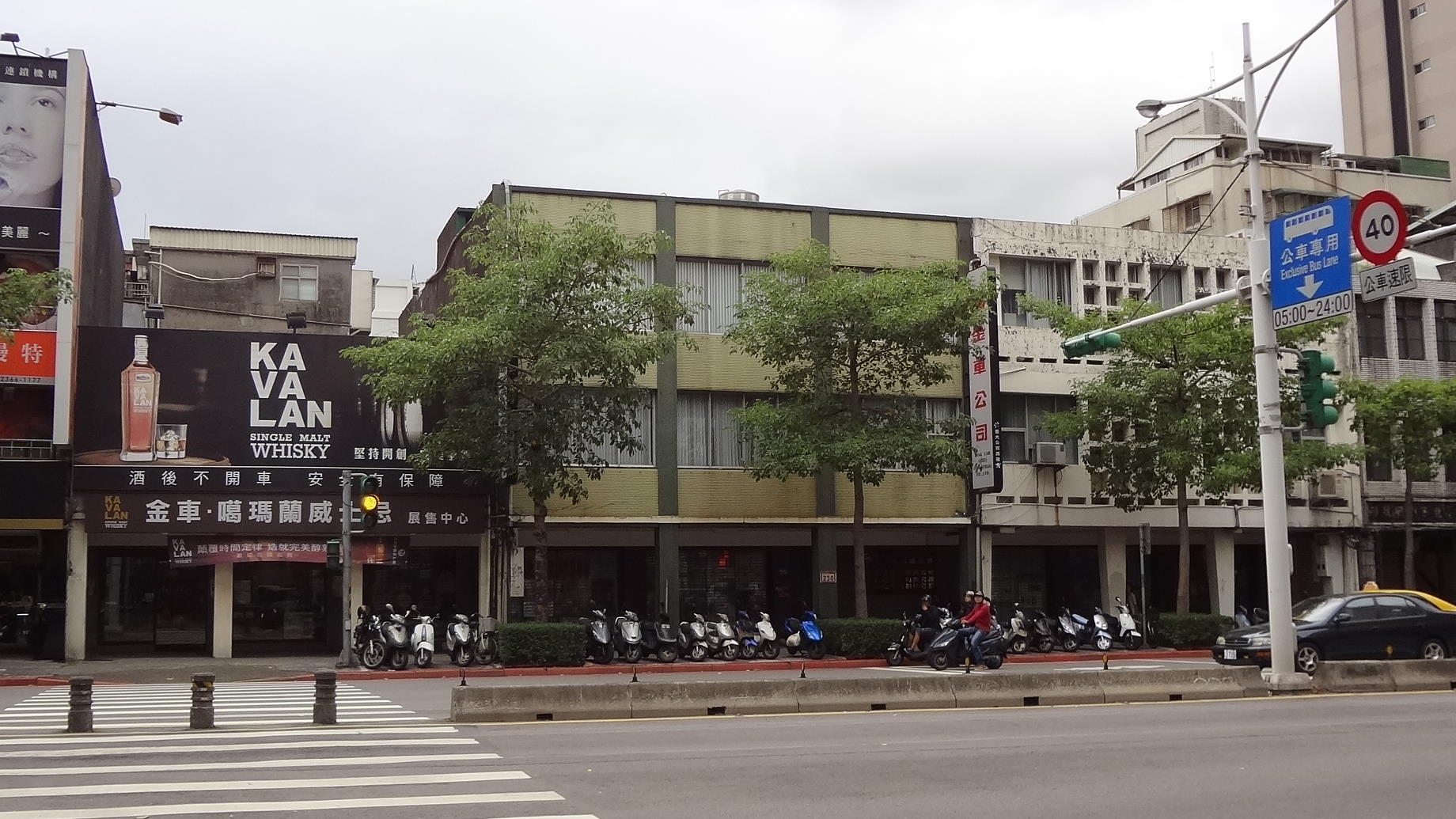
金車總部

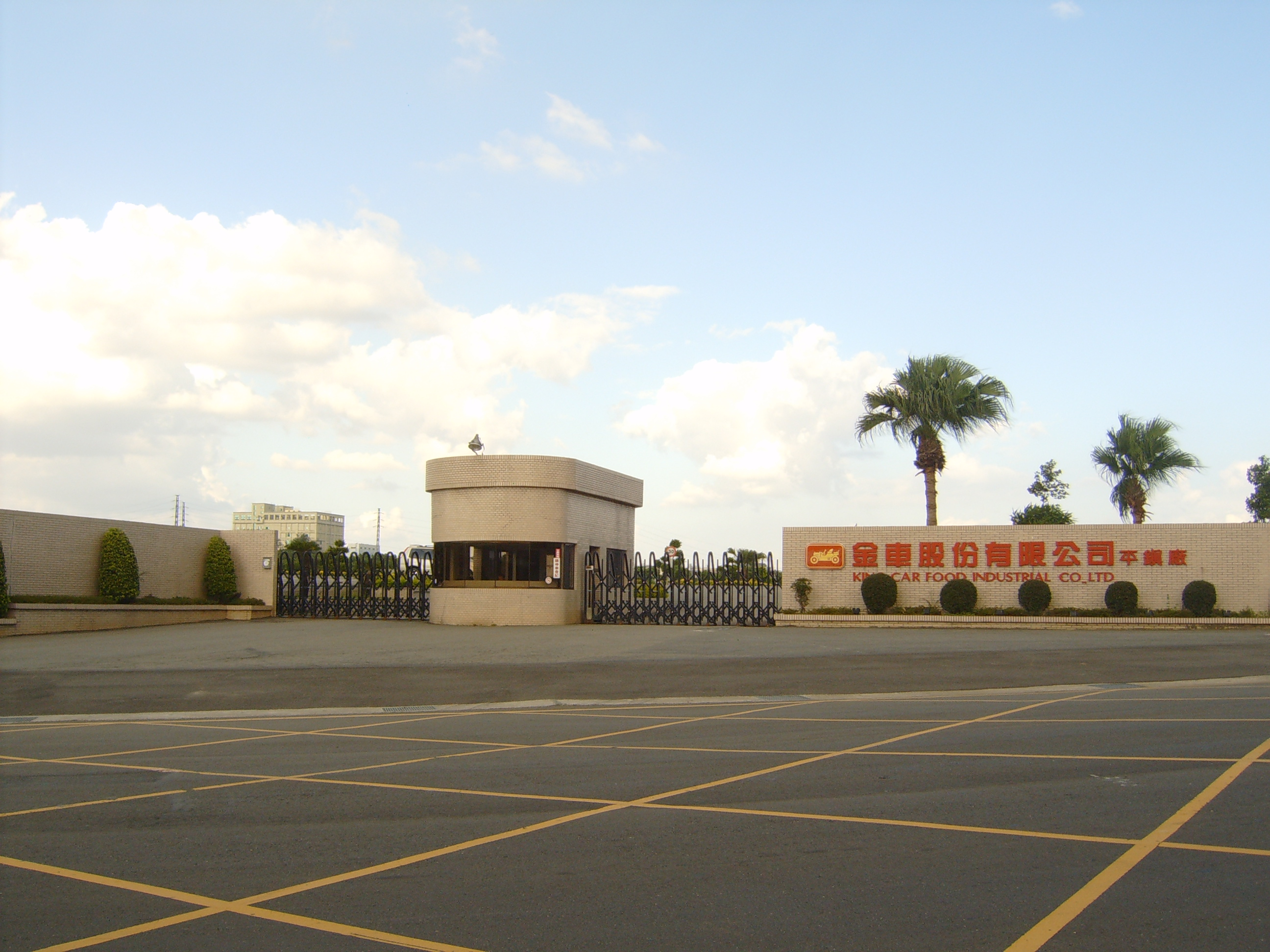
金車平鎮廠

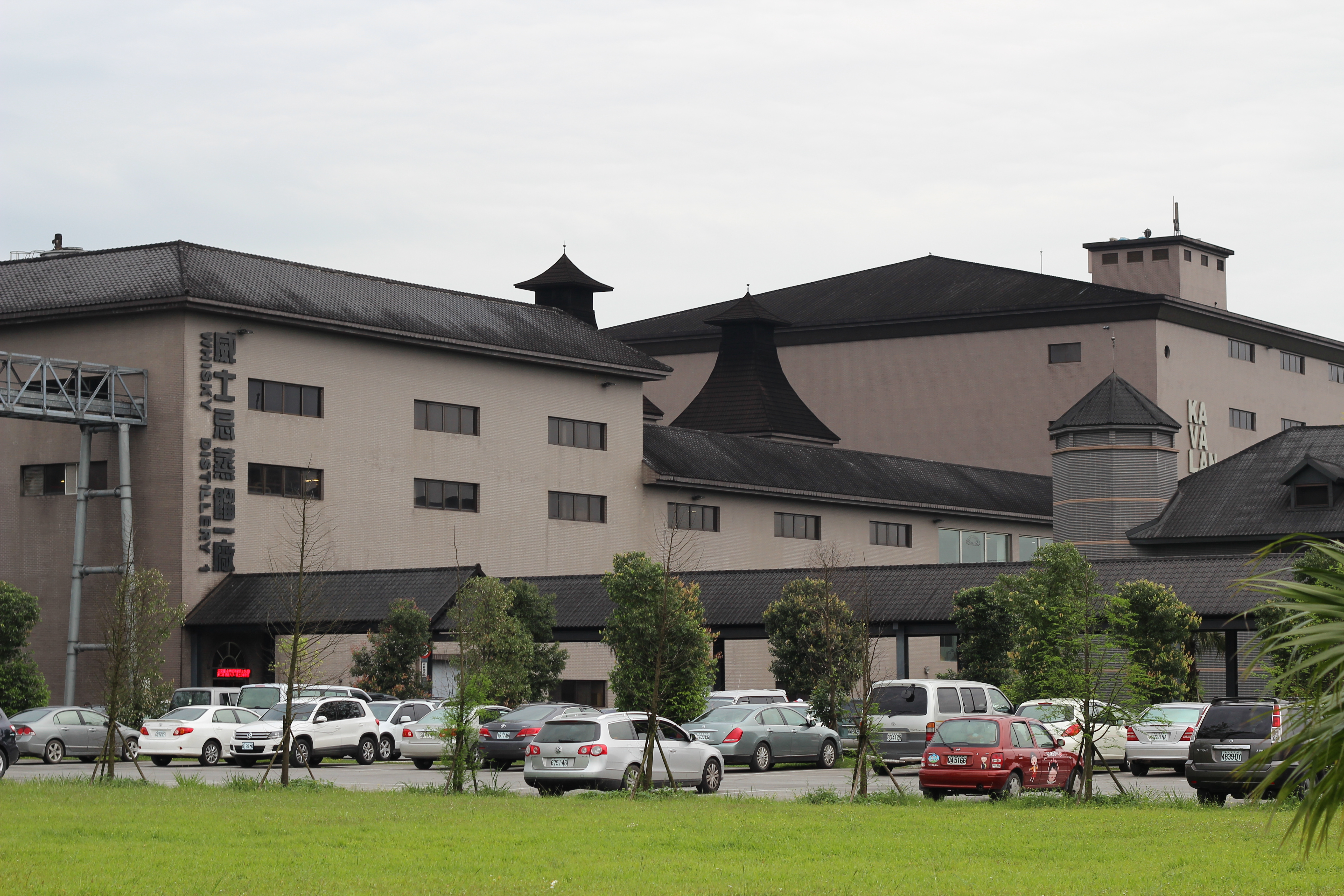
金車宜蘭威士忌酒廠

1956年：成立成股份有限公司，專門生產環境衛生用藥（蚊香、殺蟲劑）。
1972年：在高雄縣路竹鄉（今高雄市路竹區）設立志成高雄廠，成為環衛用藥生產基地。
1979年：在桃園縣中壢市（今桃園市中壢區）成立金車飲料廠。
1988年：在宜蘭縣礁溪鄉成立生物科技研究發展中心。
1992年：在桃園縣平鎮市（今平鎮區）成立食品廠。
1996年：金車在宜蘭縣員山鄉設立波爾天然水廠及水產養殖中心，與日本大塚製藥合資成立金車大塚。
2008年12月4日：「金車宜蘭威士忌酒廠」（亦稱金車噶瑪蘭酒廠）在宜蘭縣員山鄉開幕。
2010年：金車宜蘭威士忌酒廠成為全球風雲人氣酒廠。
2011年：金車宜蘭威士忌酒廠奪下國際烈酒大賽IWSC亞太區最佳蒸餾廠大獎。 
2012年2月10日：金車宜蘭威士忌酒廠被英國《威士忌雜誌》（WHISKY MAGAZINE）遴選為世界百大酒廠。
2015年3月19日：金車宜蘭威士忌酒廠的「噶瑪蘭威士忌」（噶瑪蘭經典獨奏Vinho葡萄酒桶威士忌, Kavalan Solist Vinho Barrique Single Cask Strength）代表出產國臺灣（Taiwan）於「2015年世界威士忌大獎」（World Whiskies Awards 2015）競賽獲選為「世界最佳單一麥芽威士忌」（World's Best Single Malt Whisky），首席調酒師張郁嵐榮獲 WWA 2015全球年度最佳首席釀酒師，並獲時代雜誌（時代雜誌）專文介紹臺灣宜蘭縣的酒廠。
2015年3月下旬：台灣噶瑪蘭酒廠在2015年世界烈酒錦標賽（San Francisco World Spirits Competition）的1580種烈酒中榮獲年度最佳蒸餾酒廠大獎。
2015年7月下旬：台灣噶瑪蘭經典單一麥芽威士忌(Kavalan Classic)再度榮獲酒業界歷史最悠久及最具威望的英國葡萄酒暨烈酒競賽特等金牌獎(Gold Outstanding)，其餘酒款亦獲得四面金牌(Gold)，成為噶瑪蘭酒廠參與IWSC以來獲獎成績的最佳紀錄。。
2018年：在桃園市中壢區金車飲料廠設立啤酒廠，正式生產「Buckskin柏克金啤酒」。
2023年：平鎮廠9月重新生產「漢寶杯麵」，回歸速食麵市場。

## 事件

### 自行公告使用污染奶粉事件
在2008年9月於中國爆發的2008年中国奶制品污染事件，包括台灣在內的許多地區都有進口受污染的奶粉作為食品原料。因此金車公司主動對於旗下的產品進行檢驗，並在2008年9月21日以新聞稿的方式公佈結果。根據金車公佈的報告，該公司生產的七種沖泡式飲料產品、雞蓉玉米濃湯，原料有使用進口自山東都慶公司的植物性奶精，並驗出有添加三聚氰胺成份，金車決定對以上產品進行回收。金車估計該公司在市面上的問題產品約有120萬箱，其中有部份產品已被食用。

### 伯朗LINE活動出現漏洞提前喊卡
2018年7月15日，伯朗咖啡舉辦官方LINE帳號行銷活動，預計送出一千杯鹽味焦糖拿鐵，原兌換時間可到20日；但民眾向台灣蘋果日報投訴，伯朗傍晚5點多臨時才宣布今天一日限定，根本來不及換，感覺被欺騙。伯朗咖啡坦承活動疏失，導致提早把千杯額度換完，才臨時喊停。

## 相關企業
- 志成股份有限公司
- 伯朗咖啡股份有限公司（伯朗咖啡館）
- 金車生物科技
- 金車大塚
- 金車教育基金會
- 金車噶瑪蘭威士忌酒廠
- 柏克金啤酒（柏克金餐酒集團）

## 外部連結
- 金車關係事業 KING CAR GROUP （页面存档备份，存于）
- Kavalan Whisky 噶瑪蘭威士忌
- Mr. Brown Café 伯朗咖啡館 （页面存档备份，存于）
- Buckskin Beer 柏克金啤酒 （页面存档备份，存于）
- YouTube上的金車關係事業 （页面存档备份，存于）頻道